# 翼鋸魴鮄
翼鋸魴鮄，為輻鰭魚綱鮋形目牛尾魚亞目角魚科的其中一種，分布於西大西洋區，從美國維吉尼亞州至墨西哥灣海域，棲息深度35-180公尺，體長可達17.5公分，為底棲性魚類，屬肉食性。